# 吴努春墓
吴努春墓，位于北京市朝阳区奥林匹克森林公园南园内。1986年，朝阳区人民政府将“吴努春墓诰封碑”公布为“北京市朝阳区登记文物保护单位”。2013年1月，朝阳区文化委员会为“吴努春墓”立有“北京市朝阳区普查登记文物”牌。

## 简介
吴努春墓的所在地原来是洼里乡龙王堂村西南，现为奥林匹克森林公园南园内，地处奥林西路以西、海望家族墓以东。吴努春的生平不见于史书。《乌雅氏族谱》没有记载吴努春的名字，这说明他不是乌雅氏家族的人。乌雅氏家族之祖卫武于清朝雍正六年（1728年）安葬于卫武墓，可见吴努春墓早于其外祖父卫武的墓地。
吴努春墓现存吴努春墓诰封碑一通。此碑立于清朝康熙三十三年（1694年）五月。此碑宽0.95米，高3.15米，厚0.35米。龟趺宽0.95米，长2.1米。底托宽1.3米，长1.6米。此碑是孤碑，碑身的右下角（即西侧靠下处）有残缺，所以当地俗称“独角碑”。此碑螭首龟趺。碑额阳面刻有汉字篆书“诰封”二字，以及满文。碑身阳面刻有满文及汉文：“奉天承运皇帝制曰褒忠表义……钦承以昭密命”。碑尾落款为“康熙三十三年五月内阁纂修、一统志誊录、关中叶长苙顿首拜书丹”。碑身阴面也刻有文字，但因酸雨腐蚀而漫漶不清，碑尾可见“遵遗命敬镌，贞珉世享拜扫”。